# Triphosa salebrosa
Triphosa salebrosa là một loài bướm đêm trong họ Geometridae.